# Бризбейн Интернешънъл 2014
Бризбейн Интернешънъл 2014 е тенис турнир, провеждащ се в Бризбейн, Австралия от 29 декември 2013 до 5 януари 2014. Това е 6-ото издание на Бризбейн Интернешънъл. Турнирът е част от категория „Висши“ на WTA Тур 2014 и сериите 250 на ATP Световен Тур 2014.

## Сингъл мъже
- Лейтън Хюит побеждава  Роджър Федерер с резултат 6–1, 4–6, 6–3.

## Сингъл жени
- Серина Уилямс побеждава  Виктория Азаренка с резултат 6–4, 7–5.

## Двойки мъже
- Мариуш Фирстенберг /  Даниел Нестор побеждават  Хуан Себастиан Кабал /  Роберт Фара с резултат 6–7(4–7), 6–4, [10–7].

## Двойки жени
- Алла Кудрявцева /  Анастасия Родионова побеждават  Кристина Младенович /  Галина Воскобоева с резултат 6–3, 6–1.